# مشتاق الاصفهاني
مشتاق الاصفهاني (1101 - 1171 هـ) هو من شعراء إيران في القرن الثاني عشر الهجري.
هو السيد علي الحسيني العباس آبادي الاصفهاني، المشهور بمشتاق. ولد في اصفهان سنة 1101 هـ، وتوفي بها سنة 1171 هـ، وقيل سنة 1170 هـ، وقيل سنة 1169 هـ. له ديوان شعر فارسي.